# Nicholas Williams (giocatore di football americano)
Nick Williams (Birmingham, 21 febbraio 1990) è un giocatore di football americano statunitense che gioca nel ruolo di defensive end per i Los Angeles Chargers della National Football League (NFL). Fu scelto nel corso del settimo giro (223º assoluto) del Draft NFL 2013 dai Pittsburgh Steelers. Al college ha giocato a football alla Samford University.

## Carriera

### Pittsburgh Steelers
Williams fu scelto nel corso del settimo giro del Draft 2013 dai Pittsburgh Steelers. Il 25 agosto 2013, Williams fu inserito in lista infortunati in seguito ad un infortunio al ginocchio.

### Kansas City Chiefs
Nel 2014, Williams passò ai Kansas City Chiefs dove disputò le prime due partite come professionista. Il 18 ottobre 2016 fu svincolato.

### Miami Dolphins
Il 19 ottobre 2016, Williams firmò con i Miami Dolphins.

### Chicago Bears
Nel 2018 Williams firmò con i Chicago Bears dove giocò per due stagioni.

### Detroit Lions
Il 24 marzo 2020 Williams firmò un contratto biennale del valore di 10 milioni di dollari con i Detroit Lions.

### New York Giants
Il 26 luglio 2022 Williams firmò con i New York Giants.

### Los Angeles Chargers
Il 18 maggio 2023 Williams firmò un contratto di un anno con i Los Angeles Chargers.

## Statistiche
| Partite totali      | 26 |
| Partite da titolare | 5  |
| Tackle              | 17 |
| Sack                | 0  |
| Intercetti          | 0  |

Statistiche aggiornate alla stagione 2016